# آی‌ان‌اس رانویجای (دی۵۵)
آی‌ان‌اس رانویجای (دی۵۵) (به انگلیسی: INS Ranvijay (D55)) یک کشتی است که طول آن ۱۴۷ متر (۴۸۲ فوت) می‌باشد. این کشتی در سال ۱۹۸۶ ساخته شد.